# برایان مک‌کیب
برایان مک‌کیب (انگلیسی: Bryan McCabe؛ زادهٔ ۸ ژوئن ۱۹۷۵) بازیکن هاکی روی یخ اهل کانادا است.
از باشگاه‌هایی که در آن بازی کرده‌است می‌توان به ونکوور کناکز و نیویورک رنجرز اشاره کرد.